# نیروگاه کیش
شرکت آب و برق کیش در زمینه تأمین آب شرب بهداشتی و برق مصرفی در جزیره کیش فعالیت می‌نماید.
این شرکت در سال ۱۳۶۹، ضمن بهره‌برداری مطلوب از تأسیسات قدیمی آب شیرین کن و نیروگاه دیزل، واحدهای جدید آب شیرین کن و توربین‌های گازی را نصب و راه اندازی نموده و با گسترش همه ساله شبکه‌های تولید و توزیع آب و برق به ویژه در سال ۸۹، نسبت به تأمین آب شرب بهداشتی و برق مصرفی کیشوندان و گردشگران مبادرت ورزیده است.
این نیروگاه (واقع در شمال جزیره کیش)، یکی از نیروگاه‌های ایران و همچنین یکی از دو نیروگاه موجود در جزیره کیش، از نوع گازی که شامل ۸ واحد گازی است.
واحد هشتم نیروگاه کیش در ۲۳ دی ۱۳۹۲ به بهره‌برداری رسید و واحد نهم در فروردین ۱۳۹۳ به بهره‌برداری رسید.
طی حکمی از سوی رئیس هیئت مدیره جناب اقای سید علیرضا سید اردوبادی در تاریخ ۱۴ مرداد ماه ۱۴۰۳ جناب اقای دکتر پویا پناهی به سمت مدیرعامل جدید شرکت آب و برق کیش معرفی گردید.

## تأسیسات و امکانات
شرکت آب و برق کیش به منظور تولید، انتقال و توزیع آب و برق مورد نیاز مشترکین و مصرف‌کنندگان از تأسیسات و امکانات زیر بهره‌برداری می‌کند:
- بخش برق: شامل تأسیسات تولید، انتقال و توزیع انرژی الکتریکی تا نقطه تحویل مشترکین برق.
- بخش آب: شامل تأسیسات تولید و فرآوری آب شرب، تأسیسات ذخیره‌سازی، پمپاژ و خطوط انتقال و توزیع آب تا نقطه تحویل به مشترکین آب.
- تأسیسات عمومی: شامل ساختمان‌های ستادی، مهندسی، منابع سوخت، ایستگاه گاز، آزمایشگاه‌ها، سوله‌های انبار، تولید و کارگاه‌ها، سیستم‌های دوربین مدار بسته، شبکه‌های کامپیوتری، فیبر نوری، تأسیسات Wire less، سیستم‌های اندازه‌گیری و انتقال اطلاعات و سیستم مانیتورینگ و …

## تأمین سوخت نیروگاه
سوخت این نیروگاه فقط گاز طبیعی است که از طریق انتقال گاز از جزیره سیری تأمین می‌شود.
روزانه حدود۳۰ میلیون فوت مکعب گازهای همراه نفت از طریق خط لوله ۱۲ اینچی از منطقه سیری به واحد نم‌زدایی کیش ارسال و با استفاده از دو دستگاه توربوکمپرسور پس از تقویت فشار به نیروگاه ارسال می‌شود. با راه‌اندازی میدان گازی کیش در آینده، سوخت گاز این نیروگاه از محل این میدان تأمین شود.

## قطعی برق و خاموشی در جزیره کیش
نیروگاه گاز کیش، یکی از دو نیروگاه موجود در جزیره کیش است، نیروگاه دوم در سال ۱۳۹۵و توسط گروه ماهتاب احداث گردید. این جزیره به شبکه سراسری برق متصل نیست و در هنگام بروز مشکلات فنی در نیروگاه و مصرف برق در تابستان‌ها، دچار خاموشی‌هایی می‌شود.
علاوه بر واحدهای گازی در جزیره کیش در حال حاضر یک نیروگاه دیزل نیز با ظرفیت ۱۰ مگاوات وجود دارد که در موارد اضطراری از آن استفاده می‌کنند.